# Oflag

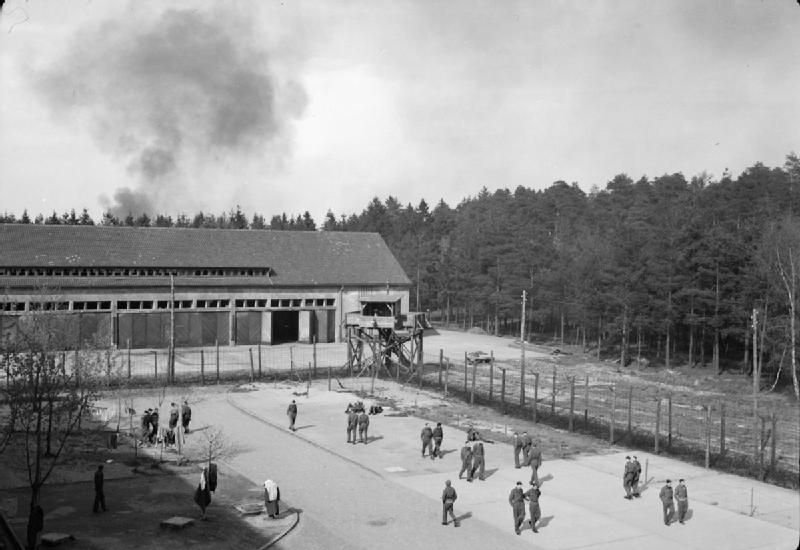
Brytyjski oflag, kwiecień 1945

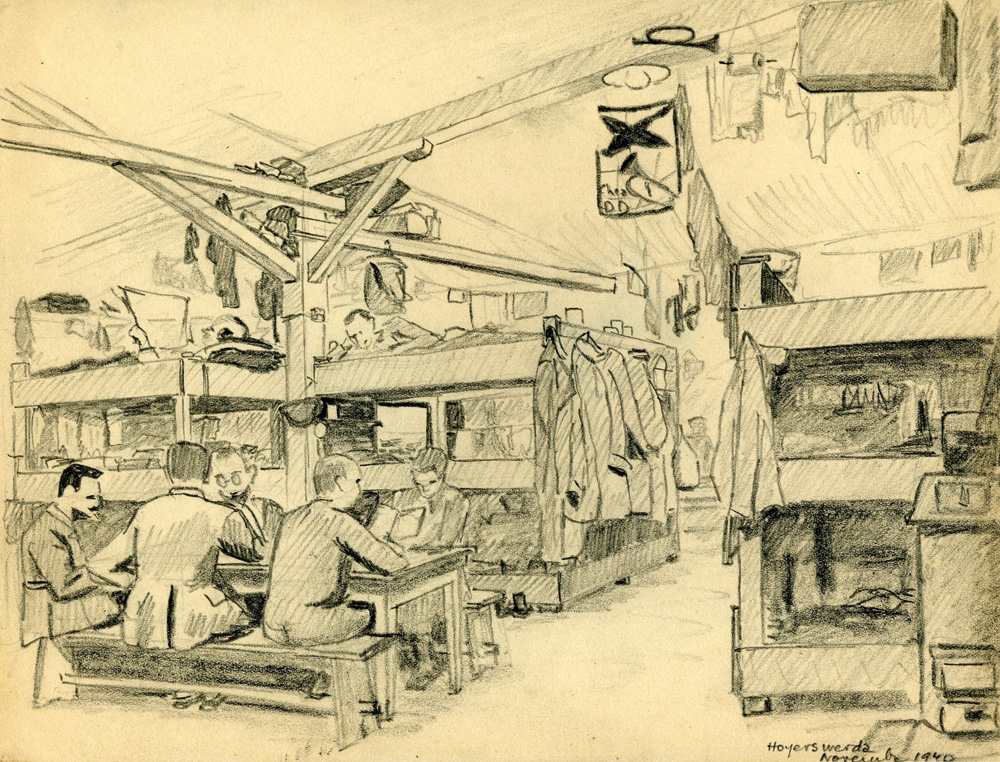
Jeńcy w oflagu

Oflag (skrót od niem. Offizierslager für kriegsgefangene Offiziere) – niemiecki obóz jeniecki, w którym trzymani byli oficerowie wzięci do niewoli w czasie II wojny światowej.
W czasie II wojny światowej Niemcy utworzyli około 130 oflagów (ich liczba ulegała zmianie w różnym okresie).
Pierwsze oficerskie obozy jenieckie założone zostały w 1939 r. w trakcie i tuż po zakończeniu działań wojennych na terytorium Polski.

## Lista obozów założonych w 1939 r.
- Oflag II A Prenzlau
- Oflag II B Arnswalde (Choszczno)
- Oflag III A Luckenwalde
- Oflag IV A Hohnstein
- Oflag IV B Königstein
- Oflag IV C Colditz
- Oflag V A Weinsberg
- Oflag VII A Murnau
- Oflag VII B Eichstätt
- Oflag VII C Laufen
- Oflag VIII A Kreuzburg (Kluczbork)
- Oflag VIII B Silberberg (Srebrna Góra) – obóz karny
- Oflag IX A Spangenberg
- Oflag IX B Weilburg
- Oflag IX C Rotenburg
- Oflag X A Sandbostel
- Oflag X A/Z Itzehoe
- Oflag XI A Osterode (góry Harzu – Niemcy)
- Oflag XI B Braunschweig
- Oflag X B Nienburg
- Oflag X C Lubeka/Bad Schwartau
- Oflag XII A Hadamar
- Oflag XVIII A Lienz
- Oflag XVIII B Wolfsberg
- Oflag XVIII C Spittal

W kolejnych latach założone zostały oflagi:
- Oflag II C Woldenberg (Dobiegniew)
- Oflag II D Gross-Born (Borne Sulinowo)
- Oflag III B Tibor-Tiborlager (Cibórz)
- Oflag III C Lübben
- Oflag VI B Dössell
- Oflag VIII C Juliusburg (Dobroszyce)
- Oflag XIII D Hammelburg
- Oflag XVII A Edelbach-Dollersheim

## Polscy oficerowie w niemieckich obozach jenieckich
W wyniku kampanii wrześniowej w niewoli niemieckiej znalazło się ok. 19 tys. oficerów i 33 generałów. W 1941 r. Niemcy przejęli od Rumunii internowanych tam 11 generałów, a po powstaniu warszawskim do niewoli trafiło jeszcze sześciu generałów.
Po 1940 r. niemieckie władze rozpoczęły akcję komasacji małych obozów jenieckich dla Polaków. Wiązało się to m.in. z koniecznością przyjęcia jeńców z Francji, Belgii, Holandii, Danii i Norwegii.
| Rok           | 1939 | 1940 | 1941 | 1942 | 1943 | 1944 | 1945 |
| ------------- | ---- | ---- | ---- | ---- | ---- | ---- | ---- |
| Liczba obozów | 23   | 23   | 12   | 10   | 7    | 4    | 4    |

W efekcie przeprowadzonej akcji oficerowie polscy zostali w 1944 r. zgrupowani w oflagach:
- Oflag II C Woldenberg (Dobiegniew)
- Oflag II D Gross-Born (Borne Sulinowo)
- Oflag VI B Dössel
- Oflag VII A Murnau – został wyzwolony 29 kwietnia 1945 przez Amerykanów

Na przełomie lat 1942/1943 w kręgu RSHA była rozważana koncepcja likwidacji funkcjonujących oflagów i przekazanie przebywających w nich w tym czasie około 18 tys. polskich oficerów do obozów koncentracyjnych. Z niewiadomych przyczyn zamysł ten porzucono.